# Erica leptopus
Erica leptopus är en ljungväxtart som beskrevs av George Bentham. Erica leptopus ingår i släktet klockljungssläktet, och familjen ljungväxter.

## Underarter
Arten delas in i följande underarter:
- E. l. breviloba
- E. l. piquetbergensis